# Saale-Holzland-Kreis
Saale-Holzland-Kreis är ett distrikt (Landkreis) i nordöstra delen av det tyska förbundslandet Thüringen.

## Administrativ indelning
I förvaltningsrättslig mening finns i modern tid ingen skillnad mellan begreppet Stadt (stad) gentemot Gemeinde (kommun). Följande kommuner och städer ligger i Saale-Holzland-Kreis: 

### Städer
| - Kahla |

### Förvaltningsgemenskaper

#### Bad Klosterlausnitz
| - Albersdorf - Bad Klosterlausnitz - Bobeck | - Scheiditz - Schlöben - Schöngleina | - Serba - Tautenhain | - Waldeck, Thüringen - Weißenborn |

#### Bürgel
| - Bürgel | - Graitschen bei Bürgel | - Nausnitz | - Poxdorf |

#### Dornburg-Camburg
| - Dornburg-Camburg {stad} - Frauenprießnitz - Golmsdorf - Großlöbichau | - Hainichen - Jenalöbnitz - Lehesten | - Löberschütz - Neuengönna - Tautenburg | - Thierschneck - Wichmar - Zimmern |

#### Eisenberg
| - Eisenberg - Gösen | - Hainspitz - Mertendorf | - Petersberg | - Rauschwitz |

#### Heideland-Elstertal-Schkölen
| - Crossen an der Elster - Hartmannsdorf | - Heideland - Rauda | - Schkölen (stad) - Silbitz | - Walpernhain |

#### Hermsdorf
| - Hermsdorf (stad) - Mörsdorf | - Reichenbach | - Schleifreisen | - St. Gangloff |

#### Hügelland/Täler
| - Bremsnitz - Eineborn - Geisenhain - Gneus - Großbockedra - Karlsdorf | - Kleinbockedra - Kleinebersdorf - Lippersdorf-Erdmannsdorf - Meusebach - Oberbodnitz - Ottendorf | - Rattelsdorf - Rausdorf - Renthendorf - Tautendorf - Tissa | - Trockenborn-Wolfersdorf - Tröbnitz, Unterbodnitz - Unterbodnitz - Waltersdorf - Weißbach, Thüringen |

#### Stadtroda
| - Möckern | - Ruttersdorf-Lotschen | - Stadtroda |  |

#### Südliches Saaletal
| - Altenberga - Bibra - Bucha - Eichenberg - Freienorla | - Großeutersdorf - Großpürschütz - Gumperda - Hummelshain - Kleineutersdorf | - Laasdorf - Lindig - Milda - Orlamünde - Reinstädt | - Rothenstein, - Schöps - Seitenroda - Sulza - Zöllnitz |